# D. B. Woodside
David Bryan "D. B." Woodside, född 25 juli 1969 i Queensstadsdelen Jamaica i New York, är en amerikansk skådespelare. Han är mest känd för sina TV-roller som bland annat Robin Wood i Buffy och vampyrerna, Jeff Malone i Suits, Dr. Joseph Prestridge i Parenthood, ängeln Amenadiel i Lucifer, och Wayne Palmer i thrillerserien 24.

## Bakgrund
David Bryan Woodside, som vanligtvis brukar använda sig av smeknamnet "D. B.", föddes fredagen den 25 juli 1969, i Queensstadsdelen Jamaica i New York. Han har en BA från State University of New York at Albany, samt en MFA från Yale School of Drama.

## Karriär
Woodside började spela rollen som Aaron Mosley i den andra säsongen av TV-serien Murder One, under år 1996. När denna TV-serie sedan blev nedlagd, så började han gästspela i de andra TV-serierna Advokaterna, Snoops, The Division och Once and Again. Woodside gjorde senare ytterligare ett gästspel i TV-serien På heder och samvete (sista säsongen), i rollen som FBI-agenten Rod Benton. Från 2002 till 2003 syntes han i rollen som skolrektorn Robin Wood i TV-serien Buffy och vampyrerna (sista säsongen), där han medverkade i totalt fjorton stycken avsnitt. Woodside följde sedan upp detta, genom att spela rollen som den pragmatiske stabschefen Wayne Palmer, i Fox-serien 24. Introducerad i den tredje säsongen, så återvände han sedan för att reprisera rollen som gäststjärna i seriens femte säsong (första, andra, fjortonde och artonde avsnittet), för att sedan återvända som ordinarie skådespelare för den sjätte säsongen, denna gång i rollen som USA:s president.
Woodside innehade under år 2004 gästrollen som Marlon Waylord, i ett avsnitt av TV-serien CSI ("Harvest", säsong 5). Tre år senare, det vill säga år 2007, var han gäststjärna i ett avsnitt av Grey's Anatomy ("Forever Young", säsong 4), där han spelade rollen som karaktären Marcus. Woodside gästspelade också som en läkare/doktor, detta i seriefinalen av USA Network-serien Monk. År 2009 spelade han med i den första säsongen av den amerikanska dramaserien Lie to Me. Han hade sedan därefter en återkommande roll i The CW-serien Hellcats. I juni 2014 började Woodsude medverka i rollen som Jeff Malone i TV-serien Suits. År 2016 började han spela rollen som ängeln Amenadiel i Fox/Netflix-serien Lucifer. Slutligen år 2023 spelade Woodside även huvudrollen som veteranagenten Erik Monks i Netflix-serien The Night Agent.

## Privatliv
Woodside var tidigare mellan åren 2008 och 2010 i ett förhållande med skådespelerskan Golden Brooks. Tillsammans har de en dotter, Dakota Tao Brooks-Woodside, som föddes under år 2009.

## Filmografi (i urval)

### Filmer
- 1998 – S.C.A.R. – dödspatrullen
- 2000 – Romeo Must Die
- 2014 – That Awkward Moment
- 2015 – Paul Blart: Mall Cop 2
- 2017 – The Lego Batman Movie (röst, okrediterad medverkan)

### TV-serier
- 1996–1997 – Murder One (TV-serie)
- 1997 – Advokaterna (TV-serie)
- 1998 – Prey (TV-serie)
- 1999 – Snoops (TV-serie)
- 2001 – The Division (TV-serie)
- 2002 – Once and Again (TV-serie)
- 2002–2003 – Buffy och vampyrerna (TV-serie)
- 2003 – CSI: Miami (TV-serie)
- 2003–2007 – 24 (TV-serie)
- 2004 – CSI: Crime Scene Investigation (TV-serie)
- 2004 – På heder och samvete (TV-serie)
- 2007 – Grey's Anatomy (TV-serie)
- 2008 – Numb3rs (TV-serie)
- 2009 – Lie to Me (TV-serie)
- 2009 – Hawthorne (TV-serie)
- 2009 – Castle (TV-serie)
- 2009 – Monk (TV-serie)
- 2010–2011 – Hellcats (TV-serie)
- 2011 – Charlie's Angels (TV-serie)
- 2011–2012 – Parenthood (TV-serie)
- 2013 – Emily Owens, M.D. (TV-serie)
- 2014 – Halt and Catch Fire (TV-serie)
- 2014–2018 – Suits (TV-serie)
- 2016–2021 – Lucifer (TV-serie)
- 2018 – S.W.A.T. (TV-serie)
- 2019 – Pearson (TV-serie)
- 2021 – Young Justice (TV-serie)
- 2023 – 9-1-1: Lone Star (TV-serie)
- 2023 – The Night Agent (TV-serie)